# Nagare Hagiwara
Pour les articles homonymes, voir Hagiwara.
Nagare Hagiwara (萩原流行, Hagiwara Nagare, né le 8 avril 1953, et mort le 22 avril 2015) est un acteur japonais, qui joua entre autres dans la série télévisée Sukeban Deka III, en 1987, aux côtés de Yui Asaka. 

## Filmographie partielle
- 1982 : La Marche de Kamata (蒲田行進曲, Kamata kōshin-kyoku?) de Kinji Fukasaku : Yuji
- 1983 : La Légende des huit samouraïs (里見八犬伝, Satomi hakken-den?) de Kinji Fukasaku : Yōnosuke
- 1988 : Sukeban Deka: Kazama san shimai no gyakushū (スケバン刑事 風間三姉妹の逆襲?) de Hideo Tanaka (ja) : Kazuya Yoda
- 1988 : Onimaru (嵐が丘, Arashi ga oka?) de Yoshishige Yoshida : Hidemaru
- 1992 : Kantsubaki (寒椿?) de Yasuo Furuhata :  Tamura
- 2006 : Waru (悪?) de Takashi Miike